# Tim Morrison
Tim Morrison (Raeford, 3 de abril de 1963) é um ex-jogador profissional de futebol americano estadunidense. Ele foi campeão da temporada de 1987 da National Football League jogando pelo Washington Redskins.